# 六堡河
六堡河，位于中国广西壮族自治区苍梧县境内，是大平河右岸支流，上游也称大水，发源于苍梧县六堡镇六堡山冻顶（高程789.9米），东南流经华新口、不倚村、塘坪村、理冲村、六堡村、大中村、九城村和梨埠镇泗美村、清水村，于梨埠镇治汇入大平河。干流长57千米，落差365.4米，流域面积398平方千米。